# Шарпантье, Фёдор Фёдорович
Фёдор Фёдорович Шарпантье (20.08.1874, Санкт-Петербург — 30.03.1954, Хельсинки) — русский офицер, генерал-майор, участник Белого движения на Восточном фронте.

## Биография
- В 1893 закончил обучение в Симбирском кадетском корпусе, поступил на службу с 01.09.1893.
- В 1896 окончил Константиновское артиллерийское училище. Выпущен Подпоручиком (ст. 08.08.1894) в 1-ю Туркестанскую артиллерийскую бригаду.
- Поручик (ст. 08.08.1898). Штабс-Капитан (ст. 08.08.1902).
- В 1903 окончил Михайловскую артиллерийскую академию. Капитан (пр. 23.05.1903; ст. 23.05.1903; за отличные успехи в науках). Переведён в лейб-гвардии 2-ю артиллерийскую бригаду чином Штабс-Капитана гв. (ст. 23.05.1903).
- Капитан гв. (ст. 23.05.1907). Полковник (ст. 06.12.1910). Командир 6-й батареи лейб-гвардии 2-й артиллерийской бригады (с 10.03.1912).
- C 1914 участник первой мировой войны. Командир Лейб-гвардии 2-го мортирного артиллерийского дивизиона (с 25.03.1916). Генерал-майор (пр. 03.06.1917). Командир 204-й артиллерийской бригады (48-й корпус — ТАОН).
- C 1918 участник Белого движения на востоке России. Летом 1918 — начальник тяжёлой артиллерии особого назначения Народной армии Самарского Комуча. В армии адмирала А. В. Колчака также занимал пост начальника тяжёлой артиллерии особого назначения в Красноярске (с 25.04.1919). Инспектор по формированию новых частей из французской артиллерии (с 08.08.1919). Начальник отряда тяжёлой артиллерии особого назначения, действовавшего против партизан в Енисейской губернии[1].

После разгрома армии Колчака пришел к большевикам , впоследствии был освобождён как гражданин Финляндии и вернулся в Финляндию в 1922 году. В 1920-х годах Шарпантье был одним из организаторов Русского общевоинского союза (РОВС) в Финляндии. Вместе с генерал-майором Евгением Элисовичем Гегстремом был одним из руководителей разведки РОВС.
Умер в Хельсинки в 1954 году. Похоронен на православном кладбище в районе Лапинлахти.

## Семья
Родителями Шарпантье были генерал-майор Фредрик Вильгельм Шарпантье (1849—1918) и его первая жена Мария Дмитриева (1853—1909).
С 1918 года женат на Наталье Степановне Волковой (1892—1954).